# Список олімпійських медалістів зі стрибків у воду
У цій статті наведено список усіх спортсменів, що здобули медалі у змаганнях зі стрибків у воду на Олімпійських іграх.

## Теперішня програма

### Чоловіки

#### Стрибки з 10-метровоївишки
| Дисципліни          | Золото                 | Срібло                  | Бронза                  |
| ------------------- | ---------------------- | ----------------------- | ----------------------- |
| Сент-Луїс 1904      | Джордж Шелдон (USA)    | Ґеорґ Гоффманн (GER)    | Френк Кегоу (USA)       |
| Лондон 1908         | Яльмар Юганссон (SWE)  | Карл Мальмстрем (SWE)   | Арвід Спонґберґ (SWE)   |
| Стокгольм 1912      | Ерік Адлерц (SWE)      | Альберт Цюрнер (GER)    | Ґустаф Бломґрен (SWE)   |
| Антверпен 1920      | Кларенс Пінкстон (USA) | Ерік Адлерц (SWE)       | Гаррі Пріст (USA)       |
| Париж 1924          | Елберт Вайт (USA)      | Девід Фолл (USA)        | Кларенс Пінкстон (USA)  |
| Амстердам 1928      | Піт Десджардінс (USA)  | Фарід Сімаїка (EGY)     | Майкл Ґалітцен (USA)    |
| Лос-Анджелес 1932   | Гаролд Сміт (USA)      | Майкл Ґалітцен (USA)    | Франк Куртц (USA)       |
| Берлін 1936         | Маршалл Вейн (USA)     | Елберт Рут (USA)        | Германн Шторк (GER)     |
| Лондон 1948         | Семюел Лі (USA)        | Брюс Гарлан (USA)       | Хоакін Капілья (MEX)    |
| Гельсінкі 1952      | Семюел Лі (USA)        | Хоакін Капілья (MEX)    | Ґюнтер Газе (GER)       |
| Мельбурн 1956       | Хоакін Капілья (MEX)   | Ґері Тобіан (USA)       | Річард Коннор (USA)     |
| Рим 1960            | Боб Вебстер (USA)      | Ґері Тобіан (USA)       | Браян Фелпс (GBR)       |
| Токіо 1964          | Боб Вебстер (USA)      | Клаус Дібіасі (ITA)     | Том Ґомпф (USA)         |
| Мехіко 1968         | Клаус Дібіасі (ITA)    | Альваро Гаксіола (MEX)  | Він Янґ (USA)           |
| Мюнхен 1972         | Клаус Дібіасі (ITA)    | Річард Рідзе (USA)      | Джорджо Каньйотто (ITA) |
| Монреаль 1976       | Клаус Дібіасі (ITA)    | Грег Луганіс (USA)      | Володимир Алейник (URS) |
| Москва 1980         | Фальк Гоффманн (GDR)   | Володимир Алейник (URS) | Давід Амбарцумян (URS)  |
| Лос-Анджелес 1984   | Грег Луганіс (USA)     | Брюс Кімболл (USA)      | Лі Кунчжен (CHN)        |
| Сеул 1988           | Грег Луганіс (USA)     | Сюн Ні (CHN)            | Хесус Мена (MEX)        |
| Барселона 1992      | Сунь Шувей (CHN)       | Скотт Доні (USA)        | Сюн Ні (CHN)            |
| Атланта 1996        | Дмитро Саутін (RUS)    | Ян Гемпель (GER)        | Сяо Хайлян (CHN)        |
| Сідней 2000         | Тянь Лян (CHN)         | Ху Цзя (CHN)            | Дмитро Саутін (RUS)     |
| Афіни 2004          | Ху Цзя (CHN)           | Метью Гелм (AUS)        | Тянь Лян (CHN)          |
| Пекін 2008          | Метью Мітчем (AUS)     | Чжоу Лусінь (CHN)       | Гліб Гальперін (RUS)    |
| 2012 Лондон         | Девід Бодая (USA)      | Цю Бо (CHN)             | Том Дейлі (GBR)         |
| Ріо-де-Жанейро 2016 | Чень Айсень (CHN)      | Херман Санчес (MEX)     | Девід Бодая (USA)       |
| Токіо 2020          | Цао Юань (CHN)         | Ян Цзянь (CHN)          | Том Дейлі (GBR)         |

##### Таблиця медалей
| Місце               | Країна                | Золото | Срібло | Бронза | Загалом |
| ------------------- | --------------------- | ------ | ------ | ------ | ------- |
| 1                   | США (USA)             | 13     | 10     | 9      | 32      |
| 2                   | Китай (CHN)           | 5      | 5      | 4      | 14      |
| 3                   | Італія (ITA)          | 3      | 1      | 1      | 5       |
| 4                   | Швеція (SWE)          | 2      | 2      | 2      | 6       |
| 5                   | Мексика (MEX)         | 1      | 3      | 2      | 6       |
| 6                   | Австралія (AUS)       | 1      | 1      | 0      | 2       |
| 7                   | Росія (RUS)           | 1      | 0      | 2      | 3       |
| 8                   | НДР (GDR)             | 1      | 0      | 0      | 1       |
| 9                   | Німеччина (GER)       | 0      | 3      | 2      | 5       |
| 10                  | СРСР (URS)            | 0      | 1      | 2      | 3       |
| 11                  | Єгипет (EGY)          | 0      | 1      | 0      | 1       |
| 12                  | Велика Британія (GBR) | 0      | 0      | 3      | 3       |
| Загалом (12 збірні) | Загалом (12 збірні)   | 27     | 27     | 27     | 81      |

#### Стрибки з 3-метровоготрампліна
| Дисципліни          | Золото                  | Срібло                  | Бронза                   |
| ------------------- | ----------------------- | ----------------------- | ------------------------ |
| Лондон 1908         | Альберт Цюрнер (GER)    | Курт Беренс (GER)       | Джордж Ґайдзік (USA)     |
| Лондон 1908         | Альберт Цюрнер (GER)    | Курт Беренс (GER)       | Ґоттлоб Вальц (GER)      |
| Стокгольм 1912      | Пауль Ґюнтер (GER)      | Ганс Лубер (GER)        | Курт Беренс (GER)        |
| Антверпен 1920      | Луїс Куен (USA)         | Кларенс Пінкстон (USA)  | Луїс Белбах (USA)        |
| Париж 1924          | Елберт Вайт (USA)       | Піт Десджардінс (USA)   | Кларенс Пінкстон (USA)   |
| Амстердам 1928      | Піт Десджардінс (USA)   | Майкл Ґалітцен (USA)    | Фарід Сімаїка (EGY)      |
| Лос-Анджелес 1932   | Майкл Ґалітцен (USA)    | Гаролд Сміт (USA)       | Річард Деґенер (USA)     |
| Берлін 1936         | Річард Деґенер (USA)    | Маршалл Вейн (USA)      | Алан Ґрін (USA)          |
| Лондон 1948         | Брюс Гарлан (USA)       | Міллер Андерсон (USA)   | Семюел Лі (USA)          |
| Гельсінкі 1952      | Девід Браунінґ (USA)    | Міллер Андерсон (USA)   | Боб Клотворті (USA)      |
| Мельбурн 1956       | Боб Клотворті (USA)     | Доналд Гарпер (USA)     | Хоакін Капілья (MEX)     |
| Рим 1960            | Ґері Тобіан (USA)       | Семюел Голл (USA)       | Хуан Ботелья (MEX)       |
| Токіо 1964          | Кеннет Сітцберґер (USA) | Френк Ґормен (USA)      | Лоуренс Ендрісен (USA)   |
| Мехіко 1968         | Бернард Райтсон (USA)   | Клаус Дібіасі (ITA)     | Джим Генрі (USA)         |
| Мюнхен 1972         | Володимир Васін (URS)   | Джорджо Каньйотто (ITA) | Крейґ Лінколн (USA)      |
| Монреаль 1976       | Філ Боґґс (USA)         | Джорджо Каньйотто (ITA) | Олександр Косенков (URS) |
| Москва 1980         | Олександр Портнов (URS) | Карлос Хірон (MEX)      | Джорджо Каньйотто (ITA)  |
| Лос-Анджелес 1984   | Грег Луганіс (USA)      | Тань Лянде (CHN)        | Роналд Мерріотт (USA)    |
| Сеул 1988           | Грег Луганіс (USA)      | Тань Лянде (CHN)        | Лі Делян (CHN)           |
| Барселона 1992      | Марк Лензі (USA)        | Тань Лянде (CHN)        | Дмитро Саутін (EUN)      |
| Атланта 1996        | Сюн Ні (CHN)            | Чжочен Юй (CHN)         | Марк Лензі (USA)         |
| Сідней 2000         | Сюн Ні (CHN)            | Фернандо Платас (MEX)   | Дмитро Саутін (RUS)      |
| Афіни 2004          | Пен Бо (CHN)            | Александр Деспаті (CAN) | Дмитро Саутін (RUS)      |
| Пекін 2008          | Хе Чун (CHN)            | Александр Деспаті (CAN) | Цінь Кай (CHN)           |
| 2012 Лондон         | Ілля Захаров (RUS)      | Цінь Кай (CHN)          | Хе Чун (CHN)             |
| Ріо-де-Жанейро 2016 | Цао Юань (CHN)          | Джек Лафер (GBR)        | Патрік Гаусдінґ (GER)    |
| Токіо 2020          | Сє Сиї (CHN)            | Ван Цзунюань (CHN)      | Джек Лафер (GBR)         |

##### Таблиця медалей
| Місце               | Країна                  | Золото | Срібло | Бронза | Загалом |
| ------------------- | ----------------------- | ------ | ------ | ------ | ------- |
| 1                   | США (USA)               | 15     | 10     | 12     | 37      |
| 2                   | Китай (CHN)             | 6      | 6      | 3      | 15      |
| 3                   | Німеччина (GER)         | 2      | 2      | 3      | 7       |
| 4                   | СРСР (URS)              | 2      | 0      | 1      | 3       |
| 5                   | Росія (RUS)             | 1      | 0      | 2      | 3       |
| 6                   | Італія (ITA)            | 0      | 3      | 1      | 4       |
| 7                   | Мексика (MEX)           | 0      | 2      | 2      | 4       |
| 8                   | Канада (CAN)            | 0      | 2      | 0      | 2       |
| 9                   | Велика Британія (GBR)   | 0      | 1      | 1      | 2       |
| 10                  | Єгипет (EGY)            | 0      | 0      | 1      | 1       |
| 10                  | Об'єднана команда (EUN) | 0      | 0      | 1      | 1       |
| Загалом (11 збірна) | Загалом (11 збірна)     | 26     | 26     | 27     | 79      |

#### Синхронні стрибки з 10-метрової вишки
| Дисципліни          | Золото                             | Срібло                              | Бронза                                   |
| ------------------- | ---------------------------------- | ----------------------------------- | ---------------------------------------- |
| Сідней 2000         | Ігор Лукашин і Дмитро Саутін (RUS) | Ху Цзя і Тянь Лян (CHN)             | Ян Гемпель і Гайко Маєр (GER)            |
| Афіни 2004          | Тянь Лян і Ян Цзінхуей (CHN)       | Леон Тейлор і Пітер Вотерфілд (GBR) | Метью Гелм і Роберт Ньюбері (AUS)        |
| Пекін 2008          | Лінь Юе і Хуо Лян (CHN)            | Патрік Гаусдінґ і Саша Кляйн (GER)  | Гліб Гальперін і Дмитро Доброскок (RUS)  |
| 2012 Лондон         | Цао Юань і Чжан Яньцюань (CHN)     | Іван Гарсія і Херман Санчес (MEX)   | Девід Бодая і Ніколас Маккрорі (USA)     |
| Ріо-де-Жанейро 2016 | Чень Айсень і Лінь Юе (CHN)        | Девід Бодая і Стіл Джонсон (USA)    | Том Дейлі і Даніель Гудфеллоу (GBR)      |
| Токіо 2020          | Том Дейлі і Метті Лі (GBR)         | Цао Юань і Чень Айсень (CHN)        | Олександр Бондар і Віктор Мінібаєв (ROC) |

##### Таблиця медалей
| Місце               | Країна                           | Золото | Срібло | Бронза | Загалом |
| ------------------- | -------------------------------- | ------ | ------ | ------ | ------- |
| 1                   | Китай (CHN)                      | 4      | 2      | 0      | 6       |
| 2                   | Велика Британія (GBR)            | 1      | 1      | 1      | 3       |
| 3                   | Росія (RUS)                      | 1      | 0      | 1      | 2       |
| 4                   | Німеччина (GER)                  | 0      | 1      | 1      | 2       |
| 4                   | США (USA)                        | 0      | 1      | 1      | 2       |
| 6                   | Мексика (MEX)                    | 0      | 1      | 0      | 1       |
| 7                   | Австралія (AUS)                  | 0      | 0      | 1      | 1       |
| 7                   | Олімпійський комітет Росії (ROC) | 0      | 0      | 1      | 1       |
| Загалом (8 збірних) | Загалом (8 збірних)              | 6      | 6      | 6      | 18      |

#### Синхронні стрибки з 3-метрового трампліна
| Дисципліни          | Золото                                 | Срібло                                           | Бронза                                         |
| ------------------- | -------------------------------------- | ------------------------------------------------ | ---------------------------------------------- |
| Сідней 2000         | Сюн Ні і Сяо Хайлян (CHN)              | Олександр Доброскок і Дмитро Саутін (RUS)        | Роберт Ньюбері і Дін Пуллар (AUS)              |
| Афіни 2004          | Томас Біміс і Ніколаос Сіранідіс (GRE) | Андреас Вельс і Тобіас Шелленберґ (GER)          | Стівен Барнетт і Роберт Ньюбері (AUS)          |
| Пекін 2008          | Ван Фен і Цінь Кай (CHN)               | Дмитро Саутін і Кунаков Юрій Олександрович (RUS) | Ілля Кваша і Пригоров Олексій Вікторович (UKR) |
| 2012 Лондон         | Ло Юйтун і Цінь Кай (CHN)              | Ілля Захаров і Євген Кузнецов (RUS)              | Трой Дюмей і Крістіан Іпсен (USA)              |
| Ріо-де-Жанейро 2016 | Кріс Мірс і Джек Лафер (GBR)           | Сем Дорман і Майкл Гіксон (USA)                  | Цао Юань і Цінь Кай (CHN)                      |
| Токіо 2020          | Сє Сиї і Ван Цзунюань (CHN)            | Ендрю Капоб'янко і Майкл Гіксон (USA)            | Патрік Гаусдінґ і Ларс Рюдіґер (GER)           |

##### Таблиця медалей
| Місце               | Країна                | Золото | Срібло | Бронза | Загалом |
| ------------------- | --------------------- | ------ | ------ | ------ | ------- |
| 1                   | Китай (CHN)           | 4      | 0      | 1      | 5       |
| 2                   | Велика Британія (GBR) | 1      | 0      | 0      | 1       |
| 2                   | Греція (GRE)          | 1      | 0      | 0      | 1       |
| 4                   | Росія (RUS)           | 0      | 3      | 0      | 3       |
| 5                   | США (USA)             | 0      | 2      | 1      | 3       |
| 6                   | Німеччина (GER)       | 0      | 1      | 1      | 2       |
| 7                   | Австралія (AUS)       | 0      | 0      | 2      | 2       |
| 8                   | Україна (UKR)         | 0      | 0      | 1      | 1       |
| Загалом (8 збірних) | Загалом (8 збірних)   | 6      | 6      | 6      | 18      |

### Жінки

#### Стрибки з 10-метрової вишки
| Дисципліни          | Золото                        | Срібло                        | Бронза                     |
| ------------------- | ----------------------------- | ----------------------------- | -------------------------- |
| Стокгольм 1912      | Ґрета Юганссон (SWE)          | Ліса Реґнель (SWE)            | Ізабелл Вайт (GBR)         |
| Антверпен 1920      | Стефані Клаусен (DEN)         | Беатріс Армстронґ (GBR)       | Ева Оллівієр (SWE)         |
| Париж 1924          | Керолайн Сміт (USA)           | Елізабет Бекер-Пінкстон (USA) | Єрдіс Тепель (SWE)         |
| Амстердам 1928      | Елізабет Бекер-Пінкстон (USA) | Джорджия Коулмен (USA)        | Лаура Шенквіст (SWE)       |
| Лос-Анджелес 1932   | Дороті Пойнтон-Гілл (USA)     | Джорджия Коулмен (USA)        | Меріон Ропер (USA)         |
| Берлін 1936         | Дороті Пойнтон-Гілл (USA)     | Велма Данн (USA)              | Кете Келер (GER)           |
| Лондон 1948         | Вікі Дрейвс (USA)             | Петсі Елсенер (USA)           | Бірте Хрістофферсен (DEN)  |
| Гельсінкі 1952      | Пет Маккормік (USA)           | Пола Джин Маєрс (USA)         | Джуно Стовер-Ірвін (USA)   |
| Мельбурн 1956       | Пет Маккормік (USA)           | Джуно Стовер-Ірвін (USA)      | Пола Джин Маєрс-Поуп (USA) |
| Рим 1960            | Інґрід Кремер (EUA)           | Пола Джин Маєрс-Поуп (USA)    | Нінель Крутова (URS)       |
| Токіо 1964          | Леслі Буш (USA)               | Інґрід Енґель-Кремер (EUA)    | Галина Алексєєва (URS)     |
| Мехіко 1968         | Мілена Духкова (TCH)          | Наталія Лобанова (URS)        | Енн Петерсон (USA)         |
| Мюнхен 1972         | Ульріка Кнапе (SWE)           | Мілена Духкова (TCH)          | Маріна Яніке (GDR)         |
| Монреаль 1976       | Олена Вайцехівська (URS)      | Ульріка Кнапе (SWE)           | Дебора Вілсон (USA)        |
| Москва 1980         | Мартіна Яшке (GDR)            | Сірвард Емірзян (URS)         | Ліана Цотадзе (URS)        |
| Лос-Анджелес 1984   | Чжоу Цзіхун (CHN)             | Мішел Мітчелл (USA)           | Венді Вайленд (USA)        |
| Сеул 1988           | Сюй Яньмей (CHN)              | Мішел Мітчелл (USA)           | Венді Вільямс (USA)        |
| Барселона 1992      | Фу Мінся (CHN)                | Олена Мірошина (EUN)          | Мері Еллен Кларк (USA)     |
| Атланта 1996        | Фу Мінся (CHN)                | Анніка Вальтер (GER)          | Мері Еллен Кларк (USA)     |
| Сідней 2000         | Лора Енн Вілкінсон (USA)      | Лі На (CHN)                   | Енн Монтміні (CAN)         |
| Афіни 2004          | Шантель Ньюбері (AUS)         | Лао Ліши (CHN)                | Лауді Туркі (AUS)          |
| Пекін 2008          | Чень Жолінь (CHN)             | Емілі Гейманс (CAN)           | Ван Сінь (CHN)             |
| 2012 Лондон         | Чень Жолінь (CHN)             | Бріттані Бробен (AUS)         | Панделела Рінонг (MAS)     |
| Ріо-де-Жанейро 2016 | Жень Цянь (CHN)               | Си Яцзе (CHN)                 | Мейган Банфето (CAN)       |
| Токіо 2020          | Цюань Хунчань (CHN)           | Чень Юйсі (CHN)               | Мелісса Ву (AUS)           |

##### Таблиця медалей
| Місце               | Країна                           | Золото | Срібло | Бронза | Загалом |
| ------------------- | -------------------------------- | ------ | ------ | ------ | ------- |
| 1                   | США (USA)                        | 9      | 10     | 9      | 28      |
| 2                   | Китай (CHN)                      | 8      | 4      | 1      | 13      |
| 3                   | Швеція (SWE)                     | 2      | 2      | 3      | 7       |
| 4                   | СРСР (URS)                       | 1      | 2      | 3      | 6       |
| 5                   | Австралія (AUS)                  | 1      | 1      | 2      | 4       |
| 6                   | Об'єднана німецька команда (EUA) | 1      | 1      | 0      | 2       |
| 6                   | Чехословаччина (TCH)             | 1      | 1      | 0      | 2       |
| 8                   | Данія (DEN)                      | 1      | 0      | 1      | 2       |
| 8                   | НДР (GDR)                        | 1      | 0      | 1      | 2       |
| 10                  | Канада (CAN)                     | 0      | 1      | 2      | 3       |
| 11                  | Велика Британія (GBR)            | 0      | 1      | 1      | 2       |
| 11                  | Німеччина (GER)                  | 0      | 1      | 1      | 2       |
| 13                  | Об'єднана команда (EUN)          | 0      | 1      | 0      | 1       |
| 14                  | Малайзія (MAS)                   | 0      | 0      | 1      | 1       |
| Загалом (14 збірні) | Загалом (14 збірні)              | 25     | 25     | 25     | 75      |

#### Стрибки з 3-метрового трампліна
| Дисципліни          | Золото                        | Срібло                     | Бронза                      |
| ------------------- | ----------------------------- | -------------------------- | --------------------------- |
| Антверпен 1920      | Ейлін Ріґґін (USA)            | Гелен Вейнрайт (USA)       | Телма Пейн (USA)            |
| Париж 1924          | Елізабет Бекер-Пінкстон (USA) | Ейлін Ріґґін (USA)         | Керолайн Флетчер (USA)      |
| Амстердам 1928      | Гелен Міні (USA)              | Дороті Пойнтон-Гілл (USA)  | Джорджия Коулмен (USA)      |
| Лос-Анджелес 1932   | Джорджия Коулмен (USA)        | Кетрін Роулз (USA)         | Джейн Фонтц (USA)           |
| Берлін 1936         | Марджорі Джестрінґ (USA)      | Кетрін Роулз (USA)         | Дороті Пойнтон-Гілл (USA)   |
| Лондон 1948         | Вікі Дрейвс (USA)             | Зої Енн Олсен (USA)        | Петсі Елсенер (USA)         |
| Гельсінкі 1952      | Пет Маккормік (USA)           | Мадлен Моро (FRA)          | Зої-Енн Олсен-Дженсен (USA) |
| Мельбурн 1956       | Пет Маккормік (USA)           | Джинні Станьо (USA)        | Ірен Макдоналд (CAN)        |
| Рим 1960            | Інґрід Кремер (EUA)           | Пола Джин Маєрс-Поуп (USA) | Елізабет Ферріс (GBR)       |
| Токіо 1964          | Інґрід Енґель-Кремер (EUA)    | Джінн Кольєр (USA)         | Петсі Віллард (USA)         |
| Мехіко 1968         | Сюзанн Ґоссік (USA)           | Tamara Pogosheva (URS)     | Кіла О'Саллівен (USA)       |
| Мюнхен 1972         | Мікі Кінґ (USA)               | Ульріка Кнапе (SWE)        | Маріна Яніке (GDR)          |
| Монреаль 1976       | Дженніфер Чандлер (USA)       | Хріста Келер (GDR)         | Сінтія Поттер (USA)         |
| Москва 1980         | Ірина Калініна (URS)          | Мартіна Пребер (GDR)       | Карін Ґутке (GDR)           |
| Лос-Анджелес 1984   | Сільві Берньє (CAN)           | Келлі Маккормік (USA)      | Крістіна Сюферт (USA)       |
| Сеул 1988           | Ґао Мінь (CHN)                | Лі Цін (CHN)               | Келлі Маккормік (USA)       |
| Барселона 1992      | Ґао Мінь (CHN)                | Ірина Лашко (EUN)          | Бріта Бальдус (GER)         |
| Атланта 1996        | Фу Мінся (CHN)                | Ірина Лашко (RUS)          | Анні Пеллетьє (CAN)         |
| Сідней 2000         | Фу Мінся (CHN)                | Го Цзінцзін (CHN)          | Дерте Лінднер (GER)         |
| Афіни 2004          | Го Цзінцзін (CHN)             | У Мінься (CHN)             | Юлія Пахаліна (RUS)         |
| Пекін 2008          | Го Цзінцзін (CHN)             | Юлія Пахаліна (RUS)        | У Мінься (CHN)              |
| 2012 Лондон         | У Мінься (CHN)                | Хе Цзи (CHN)               | Лаура Санчес (MEX)          |
| Ріо-де-Жанейро 2016 | Ши Тінмао (CHN)               | Хе Цзи (CHN)               | Таня Каньотто (ITA)         |
| Токіо 2020          | Ши Тінмао (CHN)               | Ван Хань (CHN)             | Кріста Палмер (USA)         |

##### Таблиця медалей
| Місце               | Країна                           | Золото | Срібло | Бронза | Загалом |
| ------------------- | -------------------------------- | ------ | ------ | ------ | ------- |
| 1                   | США (USA)                        | 11     | 10     | 13     | 34      |
| 2                   | Китай (CHN)                      | 9      | 6      | 1      | 16      |
| 3                   | Об'єднана німецька команда (EUA) | 2      | 0      | 0      | 2       |
| 4                   | СРСР (URS)                       | 1      | 1      | 0      | 2       |
| 5                   | Канада (CAN)                     | 1      | 0      | 2      | 3       |
| 6                   | НДР (GDR)                        | 0      | 2      | 2      | 4       |
| 7                   | Росія (RUS)                      | 0      | 2      | 1      | 3       |
| 8                   | Об'єднана команда (EUN)          | 0      | 1      | 0      | 1       |
| 8                   | Франція (FRA)                    | 0      | 1      | 0      | 1       |
| 8                   | Швеція (SWE)                     | 0      | 1      | 0      | 1       |
| 11                  | Німеччина (GER)                  | 0      | 0      | 2      | 2       |
| 12                  | Італія (ITA)                     | 0      | 0      | 1      | 1       |
| 12                  | Велика Британія (GBR)            | 0      | 0      | 1      | 1       |
| 12                  | Мексика (MEX)                    | 0      | 0      | 1      | 1       |
| Загалом (14 збірні) | Загалом (14 збірні)              | 24     | 24     | 24     | 72      |

#### Синхронні стрибки з 10-метрової вишки
| Дисципліни          | Золото                        | Срібло                                   | Бронза                                    |
| ------------------- | ----------------------------- | ---------------------------------------- | ----------------------------------------- |
| Сідней 2000         | Лі На і Сюе Сан (CHN)         | Емілі Гейманс і Енн Монтміні (CAN)       | Ребекка Ґілмор і Лауді Туркі (AUS)        |
| Афіни 2004          | Лао Ліши і Лі Тін (CHN)       | Наталія Гончарова і Юлія Колтунова (RUS) | Блайт Гартлі і Емілі Гейманс (CAN)        |
| Пекін 2008          | Чень Жолінь і Ван Сінь (CHN)  | Брайоні Коул і Melissa Wu (AUS)          | Паола Еспіноса і Татьяна Ортіс (MEX)      |
| 2012 Лондон         | Чень Жолінь і Ван Хао (CHN)   | Паола Еспіноса і Алехандра Ороско (MEX)  | Мейган Банфето і Розелін Фільйон (CAN)    |
| Ріо-де-Жанейро 2016 | Чень Жолінь і Лю Хуейся (CHN) | Цзюнь Хон Чон і Панделела Рінонг (MAS)   | Мейган Банфето і Розелін Фільйон (CAN)    |
| Токіо 2020          | Чень Юйсі і Чжан Цзяці (CHN)  | Ділейні Шнелл і Джессіка Парратто (USA)  | Габріела Агундес і Алехандра Ороско (MEX) |

##### Таблиця медалей
| Місце               | Країна              | Золото | Срібло | Бронза | Загалом |
| ------------------- | ------------------- | ------ | ------ | ------ | ------- |
| 1                   | Китай (CHN)         | 6      | 0      | 0      | 6       |
| 2                   | Канада (CAN)        | 0      | 1      | 3      | 4       |
| 3                   | Мексика (MEX)       | 0      | 1      | 2      | 3       |
| 4                   | Австралія (AUS)     | 0      | 1      | 1      | 2       |
| 5                   | Малайзія (MAS)      | 0      | 1      | 0      | 1       |
| 5                   | Росія (RUS)         | 0      | 1      | 0      | 1       |
| 5                   | США (USA)           | 0      | 1      | 0      | 1       |
| Загалом (7 збірних) | Загалом (7 збірних) | 6      | 6      | 6      | 18      |

#### Синхронні стрибки з 3-метрового трампліна
| Дисципліни          | Золото                            | Срібло                                         | Бронза                                |
| ------------------- | --------------------------------- | ---------------------------------------------- | ------------------------------------- |
| Сідней 2000         | Віра Ільїна і Юлія Пахаліна (RUS) | Фу Мінся і Го Цзінцзін (CHN)                   | Ганна Сорокіна і Олена Жупіна (UKR)   |
| Афіни 2004          | Го Цзінцзін і У Мінься (CHN)      | Віра Ільїна і Юлія Пахаліна (RUS)              | Ірина Лашко і Шантель Ньюбері (AUS)   |
| Пекін 2008          | Го Цзінцзін і У Мінься (CHN)      | Анастасія Позднякова і Юлія Пахаліна (RUS)     | Дітте Котцян і Гайке Фішер (GER)      |
| 2012 Лондон         | Хе Цзи і У Мінься (CHN)           | Келсі Браянт і Абігайл Джонстон (USA)          | Дженніфер Абель і Емілі Гейманс (CAN) |
| Ріо-де-Жанейро 2016 | Ши Тінмао і У Мінься (CHN)        | Таня Каньотто і Франческа Даллапе (ITA)        | Меддісон Кіні і Анабель Сміт (AUS)    |
| Токіо 2020          | Ши Тінмао і Ван Хань (CHN)        | Дженніфер Абель і Мелісса Сітріні-Больйо (CAN) | Лена Гентшель і Тіна Пунцель (GER)    |

##### Таблиця медалей
| Місце               | Країна              | Золото | Срібло | Бронза | Загалом |
| ------------------- | ------------------- | ------ | ------ | ------ | ------- |
| 1                   | Китай (CHN)         | 5      | 1      | 0      | 6       |
| 2                   | Росія (RUS)         | 1      | 2      | 0      | 3       |
| 3                   | Канада (CAN)        | 0      | 1      | 1      | 2       |
| 4                   | Італія (ITA)        | 0      | 1      | 0      | 1       |
| 4                   | США (USA)           | 0      | 1      | 0      | 1       |
| 6                   | Австралія (AUS)     | 0      | 0      | 2      | 2       |
| 6                   | Німеччина (GER)     | 0      | 0      | 2      | 2       |
| 8                   | Україна (UKR)       | 0      | 0      | 1      | 1       |
| Загалом (8 збірних) | Загалом (8 збірних) | 6      | 6      | 6      | 18      |

## Колишні дисципліни

### Чоловіки

#### Прості стрибки з вишки
| Дисципліни     | Золото               | Срібло                | Бронза             |
| -------------- | -------------------- | --------------------- | ------------------ |
| Стокгольм 1912 | Ерік Адлерц (SWE)    | Яльмар Юганссон (SWE) | Юган Янссон (SWE)  |
| Антверпен 1920 | Арвід Валльман (SWE) | Нільс Скоґлунд (SWE)  | Юган Янссон (SWE)  |
| Париж 1924     | Дік Їв (AUS)         | Юган Янссон (SWE)     | Гаролд Кларк (GBR) |

##### Таблиця медалей
| Місце              | Країна                | Золото | Срібло | Бронза | Загалом |
| ------------------ | --------------------- | ------ | ------ | ------ | ------- |
| 1                  | Швеція (SWE)          | 2      | 3      | 2      | 7       |
| 2                  | Австралія (AUS)       | 1      | 0      | 0      | 1       |
| 3                  | Велика Британія (GBR) | 0      | 0      | 1      | 1       |
| Загалом (3 збірні) | Загалом (3 збірні)    | 3      | 3      | 3      | 9       |

#### Стрибки на відстань
| Дисципліни     | Золото            | Срібло            | Бронза           |
| -------------- | ----------------- | ----------------- | ---------------- |
| Сент-Луїс 1904 | Вільям Дікі (USA) | Едґар Адамс (USA) | Лео Ґудвін (USA) |

##### Таблиця медалей
| Місце              | Країна             | Золото | Срібло | Бронза | Загалом |
| ------------------ | ------------------ | ------ | ------ | ------ | ------- |
| 1                  | США (USA)          | 1      | 1      | 1      | 3       |
| Загалом (1 збірна) | Загалом (1 збірна) | 1      | 1      | 1      | 3       |

## Підсумкова таблиця за 1904–2020 роки
| Місце               | Країна                           | Золото | Срібло | Бронза | Загалом |
| ------------------- | -------------------------------- | ------ | ------ | ------ | ------- |
| 1                   | США (USA)                        | 49     | 46     | 46     | 141     |
| 2                   | Китай (CHN)                      | 47     | 24     | 10     | 81      |
| 3                   | Швеція (SWE)                     | 6      | 8      | 7      | 21      |
| 4                   | Росія (RUS)                      | 4      | 8      | 6      | 18      |
| 5                   | СРСР (URS)                       | 4      | 4      | 6      | 14      |
| 6                   | Італія (ITA)                     | 3      | 5      | 3      | 11      |
| 7                   | Австралія (AUS)                  | 3      | 3      | 8      | 14      |
| 8                   | Об'єднана німецька команда (EUA) | 3      | 1      | 0      | 4       |
| 9                   | Німеччина (GER)                  | 2      | 8      | 12     | 22      |
| 10                  | Велика Британія (GBR)            | 2      | 3      | 8      | 13      |
| 11                  | НДР (GDR)                        | 2      | 2      | 3      | 7       |
| 12                  | Мексика (MEX)                    | 1      | 7      | 7      | 15      |
| 13                  | Канада (CAN)                     | 1      | 5      | 8      | 14      |
| 14                  | Чехословаччина (TCH)             | 1      | 1      | 0      | 2       |
| 15                  | Данія (DEN)                      | 1      | 0      | 1      | 2       |
| 16                  | Греція (GRE)                     | 1      | 0      | 0      | 1       |
| 17                  | Об'єднана команда (EUN)          | 0      | 2      | 1      | 3       |
| 18                  | Єгипет (EGY)                     | 0      | 1      | 1      | 2       |
| 18                  | Малайзія (MAS)                   | 0      | 1      | 1      | 2       |
| 20                  | Франція (FRA)                    | 0      | 1      | 0      | 1       |
| 21                  | Україна (UKR)                    | 0      | 0      | 2      | 2       |
| 22                  | Олімпійський комітет Росії (ROC) | 0      | 0      | 1      | 1       |
| Загалом (22 збірні) | Загалом (22 збірні)              | 130    | 130    | 131    | 391     |